# تمام الأكحل
تمام الأكحل هي فنانة تشكيلية فلسطينية.

## عنها
ولدت في مدينة يافا - فلسطين 1935، ثم شردتها النكبة مع أهلها إلى بيروت 1948. منحتها كليــة المقاصــد في بيروت بعثة لدراسة الفن في المعهد العالي للفنون الجميلة بالقاهرة عام 1953، وحصلت على شهادة الفنون الجميلة وشهادة إجازة تدريس الفن من المعهد العالي لمعلمات الفنون بالقاهرة 1957 في القاهرة. 
شـاركت زوجها الفنان إسماعيل شموط في كافة المعارض التي أقيمت لأعمالهما في معظم البلاد العربية، وفي عدد كبير من بلاد العالم، حيث شاركت في عشرات المعارض المشتركة العربية والدولية في الدول العربية والأجنبية. لها أعمال مقتنية في عدد من متاحف الدول العـربية والأجنبية. 

## المعارض التي شاركت فيها
أقامت بالشراكة مع الفنان إسماعيل شموط منذ عام 1954 وحتى عام 2003 معارض لأعمالهما في :
- القاهرة 1954، رعاه وافتتحه الرئيس الراحل جمال عبد الناصر.
- في بيروت وصيدا بلبنان وغزة ورام الله ونابلس والقدس بفلسطين1957.
- في القدس ونابلس وعمان 1964.
- مائة وواحد وعشرين معرضا في اثنى عشرة ولاية أمريكية خلال أربعة شهور ونصف نيويورك وواشنطن وفيلادلفيا وبيتسبيرغ وشيكاغو وآن آربر وشامبين وديترويت وهيوستن وآوستن ولوس أنجلوس وسان فرانسيسكو عام 1964.
- طرابلس (ليبيا) وفي القاهرة وفي دمشق 1965.
- الكويت وفي بيروت 1966
- لندن وفي برمنغهام بانكلترا 1967.
- القاهرة وفي الإسكندرية 1968.
- بيروت 1969و 1970.
- بلغراد وفي صوفيا1971.
- بكين (الصين)1972
- تونس وفي الجزائر وفي المغرب 1973.
- فيننا (النمسا) وفي باريس وفي روما1976.
- برلين 1977 والمتحف الوطني الألماني في برلين 1977.
- بيروت 1982
- الكويت 1984.
- أبو ظبي 1986.
- المنامة وفي كوالالمبور وفي اليابان 1987.
- الكويت 1989.
- عمان 1994.
- عمان وفي رام الله ونابلس والناصرة وبيروت 1996.
- معرض السيرة والمسيرة" في عمان 2000.
- معرض السيرة والمسيرة" في أنقرة وفي إستانبول 2001.
- معرض السيرة والمسيرة" في الدوحة وفي أبوظبي وفي الشارقة وفي دبي وفي القاهرة وفي دمشق وفي حلب 2002.
- معرض السيرة والمسيرة في بيروت 2003.

## وصلات خارجية
- تمام الأكحل.. فلسطين بريشة الفنان - موقع الجزيرة